# 투이현

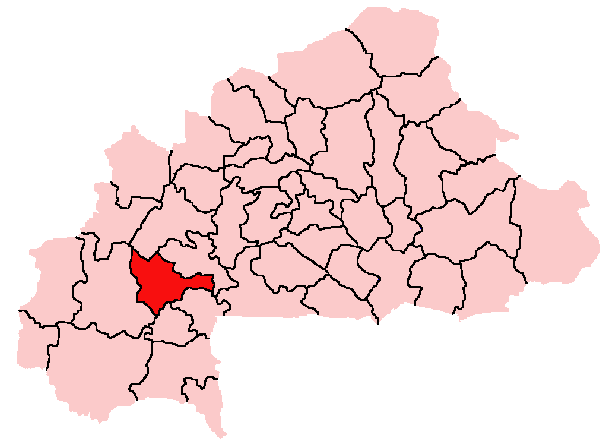
투이현의 위치

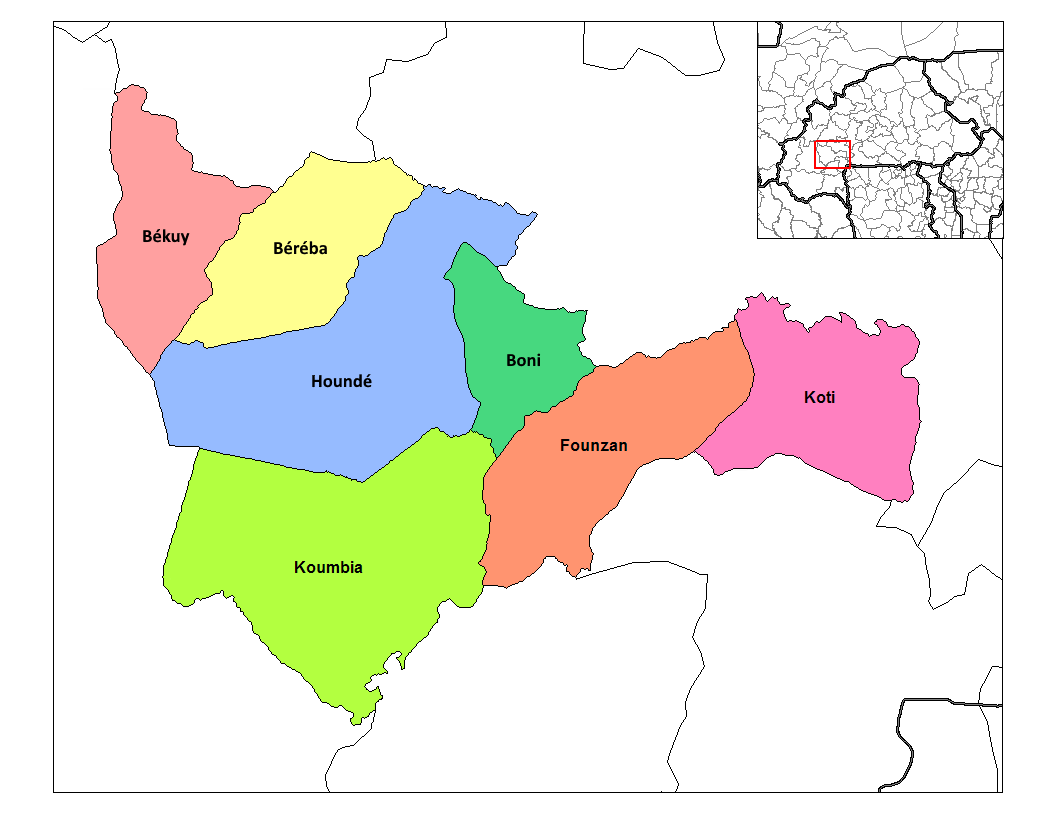
투이현의 행정 구역

투이현(프랑스어: Tuy)은 부르키나파소 오트바생주에 위치한 현으로, 현도는 운데이며 면적은 5,639km2, 인구는 224,159명(2006년 기준)이다. 6개 군(베쿠이군, 베레바군, 푼잔군, 운데군, 코티군, 쿰비아군)을 관할한다.

## 같이 보기
- 부르키나파소의 주
- 부르키나파소의 현